# Discographie des Kottonmouth Kings
Ci-dessous la discographie des Kottonmouth Kings, un groupe américain de rap rock originaire du Comté d'Orange en Californie.

## Albums

### Studio
| Année                               | Détails                                                            | Meilleur classement | Meilleur classement |
| Année                               | Détails                                                            | US 200              | US Rap              |
| ----------------------------------- | ------------------------------------------------------------------ | ------------------- | ------------------- |
| 1998                                | Royal Highness - Sorti le : 11 août 1998                           | —                   | *                   |
| 1999                                | Hidden Stash - Sorti le : 26 octobre 1999                          | 59                  | 61                  |
| 2000                                | High Society - Sorti le : 27 juin 2000                             | 65                  | *                   |
| 2001                                | Hidden Stash II: The Kream of the Krop - Sorti le : 9 octobre 2001 | —                   | *                   |
| 2002                                | Rollin' Stoned - Sorti le : 8 octobre 2002                         | 51                  | *                   |
| 2004                                | Fire It Up - Sorti le : 20 avril 2004                              | 42                  | *                   |
| 2005                                | Kottonmouth Kings - Sorti le : 31 mai 2005                         | 50                  | 21                  |
| 2006                                | Koast II Koast - Sorti le : 6 juin 2006                            | 39                  | 19                  |
| 2007                                | Cloud Nine - Sorti le : 28 août 2007                               | 44                  | 10                  |
| 2008                                | The Green Album - Sorti le : 28 octobre 2008                       | 42                  | 5                   |
| 2010                                | Long Live The Kings - Sorti le : 20 avril 2010                     | 26                  | 3                   |
| 2011                                | Sunrise Sessions - Sorti le : 19 juin 2011                         | 46                  | 8                   |
| 2012                                | Mile High - Sorti le : 14 août 2012                                | 36                  | 7                   |
| "—" indique les albums non classés. |                                                                    |                     |                     |

### Compilations, remixs, et albums live
| Année                               | Détails                                                                      | Meilleur classement | Meilleur classement |
| Année                               | Détails                                                                      | 200                 | Rap                 |
| ----------------------------------- | ---------------------------------------------------------------------------- | ------------------- | ------------------- |
| 1999                                | Hidden Stash - Sorti le : 26 octobre 1999                                    | —                   | —                   |
| 2003                                | Green Is Gold - CD promotionnel sorti en 2003                                | —                   | —                   |
| 2003                                | Classic Hits Live - Sorti le : 12 août 2003                                  | —                   | —                   |
| 2004                                | The Kottonmouth Xperience - Sorti le : 16 novembre 2004                      | —                   | —                   |
| 2005                                | Joint Venture - Sorti le : 15 novembre 2005                                  | 193                 | —                   |
| 2006                                | Hidden Stash III - Sorti le : 21 novembre 2006                               | 199                 | —                   |
| 2008                                | Greatest Highs - Sorti le : 15 janvier 2008                                  | 168                 | —                   |
| 2008                                | The Kottonmouth Xperience Vol. II: Kosmic Therapy - Sorti le : 15 avril 2008 | —                   | —                   |
| 2009                                | Rollin' Down the Highway - Sorti le : 15 septembre 2009                      | —                   | —                   |
| 2009                                | Hidden Stash 420 - Sorti le : 13 octobre 2009                                | —                   | —                   |
| 2011                                | Hidden Stash 5: Bongloads & B-Sides - Sorti le : 8 novembre 2011             | —                   | —                   |
| "—" indique les albums non classés. |                                                                              |                     |                     |

## Maxis
| Sorti le        | Titre de l'album      |
| --------------- | --------------------- |
| 24 février 1998 | Stoners Reeking Havoc |
| 18 mars 2003    | Stash Box             |
| 9 mai 2006      | Nickel Bag            |
| 19 avril 2011   | Legalize It EP        |

## Singles
| Année | Détails                                          | Album                                  |
| ----- | ------------------------------------------------ | -------------------------------------- |
| 1998  | Dog's Life                                       | Royal Highness                         |
| 1998  | Life Ain't What It Seems/Suburban Life           | Royal Highness                         |
| 1999  | Bump                                             | Royal Highness                         |
| 2000  | Peace Not Greed                                  | High Society                           |
| 2000  | The Lottery                                      | High Society                           |
| 2000  | Day Dreamin' Fazes                               | High Society                           |
| 2001  | On The Run                                       | Hidden Stash II: The Kream of the Krop |
| 2002  | Positive Vibes                                   | Rollin' Stoned                         |
| 2004  | Bad Habits                                       | Fire It Up                             |
| 2004  | Angry Youth                                      | Fire It Up                             |
| 2006  | Pimpin' Lessons - Sorti le : 9 juin 2006         | Nickel Bag/Hidden Stash III            |
| 2011  | Same Place - Sorti le : 3 mai 2011               | Single sans album                      |
| 2011  | Love Lost - Sorti le : 7 juin 2011               | Sunrise Sessions                       |
| 2011  | Boom Clap Sound - Sorti le : 28 juin 2011        | Sunrise Sessions                       |
| 2011  | Cruizin': Remixes - Sorti le : 27 septembre 2011 | Sunrise Sessions                       |
| 2011  | Jingle Bowls - Sorti le : 13 décembre 2011       | Single sans album                      |
| 2012  | Watch Out (feat. Twiztid)                        | Mile High                              |
| 2012  | Hold It In                                       | Mile High                              |

## Apparitions dans des albums par plusieurs artistes
| Album Title                                       | Released         |
| ------------------------------------------------- | ---------------- |
| Scream 2: Music from the Dimension Motion Picture | 18 novembre 1997 |
| Sno-Core Compilation                              | 10 mars 1998     |
| Out of the Darkness, Into the Light               | 16 juin 1998     |
| SRH Presents: Lose Your Illusions, Vol. 1         | 6 octobre 1998   |
| BO de Lost & Found                                | 4 mai 1999       |
| Race Riot                                         | 18 juin 2000     |
| Take a Bite Outta Rhyme: A Rock Tribute to Rap    | 24 octobre 2000  |
| Straight out of Cypress                           | 29 mai 2001      |
| Suburban Noize Presents: Sounds of Things to Come | 20 avril 2002    |
| SRH Presents: Spaded, Jaded, and Faded            | 29 octobre 2002  |
| Green Is Gold                                     | 2003             |
| Big Air Experience                                | 25 mars 2003     |
| BO de The Real Cancun                             | 13 mai 2003      |
| Suburban Noize Presents: Sub-Noize Rats           | 2 septembre 2003 |
| The Royal Family                                  | 10 août 2004     |
| Sub Noize Souljaz                                 | 15 février 2005  |
| SRH Presents: Supporting Radical Habits           | 25 octobre 2005  |
| Suburban Noize Presents: Underground Vault        | 2006             |
| Droppin Bombs                                     | 29 août 2006     |
| Evil Bong                                         | 31 octobre 2006  |
| SRH Presents: Supporting Radical Habits Vol. II   | 3 avril 2007     |
| Strange Noize                                     | 7 juillet 2007   |
| Strange Noize 2008                                | 30 juillet 2008  |

## Apparitions dans d'autres albums
| Année | Titre                | Album                            | Artiste             |
| ----- | -------------------- | -------------------------------- | ------------------- |
| 2007  | "Wind Me Up"         | Insomnia                         | (Hed) P.e.          |
| 2007  | "We Can Smoke"       | More to Hate                     | Big B               |
| 2008  | "I Am Everything"    | Killer                           | Tech N9ne           |
| 2009  | "Higher Ground"      | New World Orphans                | (Hed) P.e.          |
| 2009  | "Stoner Bitch"       | Pipe Dreams                      | Potluck             |
| 2010  | "Ridin' The Whip"    | Gang Rags                        | Blaze Ya Dead Homie |
| 2010  | "Damn Bitch (Remix)" | Psychopathic Murder Mix Volume 2 | Blaze Ya Dead Homie |

## Videographie
| Année | Titre                               | Album                                  |
| ----- | ----------------------------------- | -------------------------------------- |
| 1997  | "Suburban Life"                     | Royal Highness                         |
| 1998  | "Dog's Life"                        | Royal Highness                         |
| 1998  | "Play On"                           | Royal Highness                         |
| 1998  | "Pimp Twist"                        | Royal Highness                         |
| 1999  | "Bump"                              | Royal Highness                         |
| 1999  | "Bump" (Version live alternative)   | Royal Highness                         |
| 1999  | "Dog's Life"(Version alternative)   | Royal Highness                         |
| 2000  | "Peace Not Greed"                   | High Society                           |
| 2000  | "The Lottery"                       | High Society                           |
| 2000  | "Kings Blend"                       | High Society                           |
| 2000  | "Day Dreamin' Fazes"                | High Society                           |
| 2001  | "Dyin' Daze"                        | Hidden Stash II: The Kream of the Krop |
| 2001  | "Life Rolls On"                     | Hidden Stash II: The Kream of the Krop |
| 2002  | "Sleepers"                          | Rollin' Stoned                         |
| 2002  | "Full Throttle"                     | Rollin' Stoned                         |
| 2002  | "Enjoy"                             | Rollin' Stoned                         |
| 2003  | "Enjoy"(Version live alternative)   | Rollin' Stoned                         |
| 2002  | "Positive Vibes"                    | Rollin' Stoned                         |
| 2002  | "Zero Tolerance"                    | Rollin' Stoned                         |
| 2002  | "Rest of My Life"                   | Rollin' Stoned                         |
| 2002  | "Sub-Noize Rats"                    | Rollin' Stoned                         |
| 2002  | "Strange Daze"                      | Rollin' Stoned                         |
| 2002  | "Endles Highway"                    | Rollin' Stoned                         |
| 2002  | "Outcast"                           | Rollin' Stoned                         |
| 2002  | "Zero Tolerance"                    | Rollin' Stoned                         |
| 2004  | "Bring It On"                       | Fire It Up                             |
| 2004  | "Outcast"                           | Fire It Up                             |
| 2004  | "Angry Youth"(2 Different Versions) | Fire It Up                             |
| 2004  | "Ur Done"                           | Fire It Up                             |
| 2005  | "King Klick"                        | Kottonmouth Kings no.7                 |
| 2005  | "Make It Hot"                       | Kottonmouth Kings no.7                 |
| 2005  | "Peace Of Mind"                     | Kottonmouth Kings no.7                 |
| 2005  | "Put It Down" feat. Cypress Hill    | Kottonmouth Kings no.7                 |
| 2005  | "SRH"                               | Joint Venture                          |
| 2006  | "Bong Toke/Where's The Weed At"     | Koast II Koast                         |
| 2006  | "Friends"                           | Koast II Koast                         |
| 2006  | "Everybody Move"                    | Koast II Koast                         |
| 2006  | "Neva Stop"                         | Koast II Koast                         |
| 2006  | "Koast 2 Koast"                     | Koast II Koast                         |
| 2006  | "Gone Git High"                     | Hidden Stash III                       |
| 2007  | "Livin' Proof"                      | Cloud Nine                             |
| 2007  | "Think 4 Yourself"                  | Cloud Nine                             |
| 2007  | "City 2 City"                       | Cloud Nine                             |
| 2008  | "Free Willy"                        | Cloud Nine                             |
| 2008  | "Pack Your Bowls"                   | The Green Album                        |
| 2008  | "Where I'm Goin'?"                  | The Green Album                        |
| 2009  | "K.O.T.T.O.N.M.O.U.T.H. Song"       | The Green Album                        |
| 2010  | "Stomp/Rampage Medley"              | Long Live The Kings                    |
| 2010  | "Stomp"                             | Long Live The Kings                    |
| 2010  | "Rampage"                           | Long Live The Kings                    |
| 2010  | "Great When You're High"            | Long Live The Kings                    |
| 2011  | "Reefer Madness"                    | Long Live The Kings                    |
| 2011  | "My Garden"                         | Sunrise Sessions                       |
| 2011  | "Love Lost"                         | Sunrise Sessions                       |
| 2011  | "Boom Clap Sound"                   | Sunrise Sessions                       |